# Romulus Dabu
Romulus Dabu (n. 25 ianuarie 1942) este un fost deputat român în legislatura 1992-1996, ales în județul Timiș pe listele partidului PDSR. Romulus Dabu este profesor universitar la Universitatea din Timișoara.